# Karel Vercruyssen
Karel Vercruyssen (Sint-Pauwels, 22 augustus 1919 - Belsele, 31 mei 2012) was een Belgische politicus.

## Biografie
Vercruyssen was arts en vestigde zich in Belsele, waar hij in 1948 een herenhuis aan de Kerkstraat 9 kocht. Het huis behoorde voordien tot de plaatselijke brouwerij van de familie De Meester, nu omgedoopt tot Brouwerij Boelens.
Vercruyssen werd actief in de gemeentepolitiek en in 1959 werd hij burgemeester van Belsele. Hij bleef burgemeester tot 1976, waarna Belsele een deelgemeente van Sint-Niklaas werd. Vercruyssen was zo de laatste burgemeester van Belsele. Later werd hij benoemd tot ereburgemeester van Sint-Niklaas.